# Futbol Club Santa Coloma
Il Futbol Club Santa Coloma, meglio noto come FC Santa Coloma, è una società calcistica andorrana con sede nella città di Santa Coloma. Milita nella Primera Divisió, la massima divisione del campionato andorrano di calcio che ha vinto dodici volte, oltre alla coppa nazionale vinta nove volte.

## Storia
Nell'edizione 2010-2011 si qualifica per i preliminari di Champions League contro il Birkirkara, ma causa campo dell'Estadi Comunal d'Aixovall impraticabile a causa delle forti piogge cadute su Andorra nei giorni precedenti e la tardiva manutenzione del manto erboso da parte della società di Andorra hanno reso impossibile disputare la gara. L'UEFA, riconoscendo alla società andorrana la colpa di non aver garantito la praticabilità del campo da gioco, oltre alla sconfitta a tavolino ha comminato anche 10 000 euro di multa, come punizione, sospesa per un periodo probatorio di due anni.
Nel primo turno preliminare della Champions League 2014-2015 ottiene una storica qualificazione eliminando gli armeni del Banants con una vittoria casalinga per 1-0 e una sconfitta esterna per 3-2, con il gol decisivo per la qualificazione segnato al 95° dal portiere Casals.
Vinto il campionato locale 2017-2018, il club prende parte ai nuovi preliminari di UEFA Champions League 2018-2019, che vedono i campioni di San Marino, Kosovo e Gibilterra (oltre che, appunto, Andorra) sfidarsi in un "mini torneo" in gare secche, in programma. Al Victoria Stadium di Gibilterra, nella semifinale, gli andorrani incontrano i campioni kosovari del Drita, che si impongono per 2-0, sbloccando la partita solo ai tempi supplementari. Si conclude così il brevissimo cammino europeo degli andorrani.
Un altro successo in campionato nel 2018-2019 consente al Santa Coloma di accedere nuovamente ai preliminari di UEFA Champions League 2018-2019, in programma allo Stadio Fadil Vokrri di Pristina tra i campioni kosovari, andorrani, sammarinesi e gibilterrini. Dopo aver vinto la semifinale contro il Tre Penne per 1-0, il Santa Coloma perde per 2-3 la finale contro i kosovari del Feronikeli.

## Palmarès

### Competizioni nazionali
- Primera Divisió: 12

2000-01, 2002-03, 2003-04, 2007-08, 2009-10, 2010-11, 2013-14, 2014-15, 2015-2016, 2016-2017, 2017-2018, 2018-2019
- Copa Constitució: 10

1990-91, 2000-01, 2002-03, 2003-04, 2004-05, 2005-06, 2006-07, 2008-09, 2011-12, 2017-2018
- Supercopa andorrana: 7

2003, 2005, 2007, 2008, 2015, 2017, 2019

### Altri piazzamenti
- Primera Divisió:

Secondo posto: 1997-1998, 1998-1999, 1999-2000, 2006-2007, 2008-2009, 2011-2012, 2012-2013, 2019-2020
Terzo posto: 1995-1996, 2001-2002, 2004-2005, 2005-2006, 2020-2021, 2022-2023, 2024-2025
- Copa Constitució:

Finalista: 1995-1996, 2016-2017, 2018-2019, 2020
Semifinalista: 2007-2008, 2010-2011, 2012-2013, 2013-2014, 2014-2015, 2015-2016, 2021
- Supercoppa d'Andorra:

Finalista: 2004, 2006, 2009, 2010, 2011, 2012, 2014, 2016, 2018, 2020

## Statistiche

### Partecipazione alle competizioni UEFA
| Stagione | Competizione          | Turno                          | Club             | Casa       | Trasferta  | Complessivo |
| -------- | --------------------- | ------------------------------ | ---------------- | ---------- | ---------- | ----------- |
| 2001-02  | Coppa UEFA            | 1º turno preliminare           | Partizan         | 0-1        | 1-7        | 1-8         |
| 2003-04  | Coppa UEFA            | 1º turno preliminare           | Esbjerg          | 1-4        | 0-5        | 1-9         |
| 2004-05  | Coppa UEFA            | 1º turno preliminare           | Modriča          | 0-1        | 0-3        | 0-4         |
| 2007-08  | Coppa UEFA            | 1º turno preliminare           | Maccabi Tel Aviv | 1-0        | 0-4        | 1-4         |
| 2008-09  | UEFA Champions League | 1º turno preliminare           | FBK Kaunas       | 1-4        | 1-3        | 2-7         |
| 2009-10  | UEFA Europa League    | 2º turno preliminare           | Basilea          | 1-4        | 0-3        | 1-7         |
| 2010-11  | UEFA Champions League | 1º turno preliminare           | Birkirkara       | 0-3 (tav.) | 3-4        | 3-7         |
| 2011-12  | UEFA Champions League | 1º turno preliminare           | F91 Dudelange    | 0-2        | 0-2        | 0-4         |
| 2012-13  | UEFA Europa League    | 1º turno preliminare           | Osijek           | 0-1        | 1-3        | 1-4         |
| 2013-14  | UEFA Europa League    | 1º turno preliminare           | Breiðablik       | 0-0        | 0-4        | 0-4         |
| 2014-15  | UEFA Champions League | 1º turno preliminare           | Banants Erevan   | 1-0        | 2-3        | 3-3 (gfc)   |
| 2014-15  | UEFA Champions League | 2º turno preliminare           | Maccabi Tel Aviv | 0-1        | 0-2        | 0-3         |
| 2015-16  | UEFA Champions League | 1º turno preliminare           | Lincoln Red Imps | 1-2        | 0-0        | 1-2         |
| 2016-17  | UEFA Champions League | 1º turno preliminare           | Alaškert         | 0-0        | 0-3        | 0-3         |
| 2017-18  | UEFA Champions League | 1º turno preliminare           | Alaškert         | 0-1        | 1-1        | 1-2         |
| 2016-17  | UEFA Champions League | 1º turno preliminare           | Alaškert         | 0-0        | 0-3        | 0-3         |
| 2018-19  | UEFA Champions League | Turno preliminare - semifinale | Drita            | Gara unica | Gara unica | 0-2 (dts)   |
| 2018-19  | UEFA Europa League    | 2º turno preliminare           | Valur            | 1-0        | 0-3        | 1-3         |
| 2019-20  | UEFA Champions League | Turno preliminare - semifinale | Tre Penne        | Gara unica | Gara unica | 1-0         |
| 2019-20  | UEFA Champions League | Turno preliminare - finale     | Feronikeli       | Gara unica | Gara unica | 1-2         |

## Organico

### Rosa 2020-2021
Aggiornata al 6 dicembre 2020.
| N. |                     | Ruolo | Calciatore            |
| -- | ------------------- | ----- | --------------------- |
| 2  | Andorra (bandiera)  | D     | Moisés San Nicolás    |
| 3  | Spagna (bandiera)   | D     | Juanma Miranda        |
| 4  | Spagna (bandiera)   | D     | Andreu Ramos          |
| 5  | Andorra (bandiera)  | C     | Marc Rebés (capitano) |
| 6  | Spagna (bandiera)   | D     | Álex Sánchez          |
| 8  | Spagna (bandiera)   | C     | Aleix Cisteró         |
| 9  | Messico (bandiera)  | A     | Diego Nájera          |
| 10 | Spagna (bandiera)   | C     | Pedro Santos          |
| 11 | Spagna (bandiera)   | C     | Enric Pi              |
| 12 | Andorra (bandiera)  | P     | Joel Garcia           |
| 13 | Paraguay (bandiera) | P     | Andrés Benítez        |
| 14 | Andorra (bandiera)  | D     | Jamal Zarioh          |
| 17 | Spagna (bandiera)   | A     | Miguel Laborda        |
| 20 | Andorra (bandiera)  | C     | Luis Blanco           |

| N. |                    | Ruolo | Calciatore                    |
| -- | ------------------ | ----- | ----------------------------- |
| 21 | Spagna (bandiera)  | A     | Camochu                       |
| 22 | Andorra (bandiera) | D     | Jesús Rubio                   |
| 23 | Andorra (bandiera) | C     | Roger Nazzaro                 |
| -  | Spagna (bandiera)  | P     | Miguel Ramos                  |
|    | Spagna (bandiera)  | D     | Robert Ramos                  |
| -  | Andorra (bandiera) | D     | Eric de Pablos                |
| -  | Andorra (bandiera) | C     | Unai Cruz Prieto              |
| -  | Andorra (bandiera) | C     | Cristian Manuel Millán Pichel |
| -  | Spagna (bandiera)  | C     | Hamza Ryahi Bouharma          |
| -  | Spagna (bandiera)  | A     | Chus Sosa                     |
| -  | Andorra (bandiera) | A     | Àlex Martínez                 |
| -  | Spagna (bandiera)  | A     | Juanma Torres                 |
| -  | Mali (bandiera)    | A     | Draman Konaré                 |